# Aetomylaeus
Aetomylaeus Garman, 1908 è un genere di pesci cartilaginei della famiglia Myliobatidae.

## Tassonomia
Il genere comprende le seguenti specie:
- Aetomylaeus maculatus (Gray, 1834)
- Aetomylaeus milvus (Müller & Henle, 1841)
- Aetomylaeus nichofii (Bloch & Schneider, 1801)
- Aetomylaeus vespertilio (Bleeker, 1852)